# Abelardo Albisi
Abelardo Ernesto Albisi (Cortemaggiore, 14 giugno 1872 – 11 gennaio 1938) è stato un flautista e compositore italiano.

## Biografia
Albisi studiò flauto alla Regia Scuola di musica di Parma dal 1882 al 1890, prima con Luigi Beccali e poi con Paolo Cristoforetti. L'anno dopo, andò in Brasile per la sua prima tournée con una compagnia di opere diretta da Arnaldo Conti. Verso la fine del XIX secolo, fu autore di una pubblicazione, intitolata Alcuni esempi per dimostrare l'utilità delle nuove aggiunte al flauto Böhm, in cui analizzava gli sviluppi tecnici del flauto nell'Europa di quei tempi.
Nel giugno 1896, fu notato in un concerto a Sankt Moritz da Arturo Toscanini e da questi raccomandato perché suonasse con l'Orchestra di Torino. Due anni dopo, diventò primo flauto presso il Teatro alla Scala di Milano, in sostituzione di Antonio Zamperoni. Insieme al fratello Giovanni (primo dei secondi violini), fu protagonista di una sollevazione dell'Orchestra della Scala contro l'allora direttore Cleofonte Campanini, in favore del ritorno di Toscanini (di cui Albisi era amico fraterno). Sempre in quegli anni, fu tra i fondatori dell'Unione orchestrale italiana.
Nel 1911, inventò l'albisifono, una variante di flauto grave che poteva essere suonato come un flauto dolce, ma la cui imboccatura era posta in modo che la tecnica utilizzabile fosse quella del flauto traverso. Nel maggio 1912, lo suonò per la prima volta al Teatro del Popolo di Milano nella Melodia dei Campi Elisi di Gluck. Lo strumento ebbe un relativo successo, dal momento che fu incluso nel Melenis e nella Francesca da Rimini di Riccardo Zandonai, nella Parisina di Pietro Mascagni, nella composizione sinfonica Der Sonne-Geist di Friedrich Klose e nell'Adagio di Giovanni Giannetti, composto appositamente per albisifono e quartetto d'archi.
Lungo gli anni dieci e venti, Albisi realizzò numerose composizioni musicali, perlopiù per flauto. Insieme ai colleghi della Scala Arrigo Tassinari e Giuseppe Azzano, costituì il cosiddetto "Trio Albisi", un complesso da camera per cui scrisse varie composizioni.
Nel 1918, durante una prova dell'orchestra, fu oggetto di una dura reprimenda di Toscanini. Nonostante questi si avvicinò al flautista per scusarsi dei toni eccessivi, Albisi reagì scaraventando un leggio contro Toscanini con un calcio. Ne nacque «una lite spaventosa», secondo le parole di Tassinari, in cui Albisi «davanti a tutta l'orchestra» definì il direttore «un tiranno, un pazzo megalomane, un irriconoscente». Albisi fu dunque costretto ad abbandonare la Scala (venendo sostituito proprio da Tassinari) e passò all'Orchestre de la Suisse Romande, sempre nel ruolo di primo flauto, per cui suonò dal 1918 al 1923. Negli stessi anni, insegnò flauto al Conservatorio di Ginevra, per via di un accordo tra Orchestra e Conservatorio che prevedeva l'assunzione delle prime parti dell'Orchestra come docenti.
Sono scarse le notizie sulla sua vita successivamente all'esperienza ginevrina. Si sa che Albisi stava componendo un'operetta dal titolo Arlecchinata, che rimase tuttavia incompiuta a causa di una cecità sopravvenuta. Morì in Svizzera nel 1938.